# José van der Ploeg
José María van der Ploeg García (Barcelona, 4 mei 1958) is een Spaans zeiler.
Op de Olympische Zomerspelen 1992 won hij een gouden medaille in de Finn-klasse. Hij nam ook deel in 1996 (zevende, Finn-klasse) en 2000 (achtste, Star-klasse samen met Rafa Trujillo). In 1994 won hij de bronzen medaille tijdens de wereldkampioenschappen Finn.
Hij heeft een Nederlandse vader en Spaanse moeder en groeide op in Barcelona.